# Bongahele
Bongahèlè ou Grand Batanga II est un village de la région du Sud du Cameroun. Il fait partie de l'arrondissement de Kribi I dans le département de l'Océan.

## Géographie
Bongahèlè est un petit village de pêcheurs  situé à environ 10 km du centre-ville de Kribi. Il forme avec Luma la localité de «Grand Batanga».

## Histoire et culture

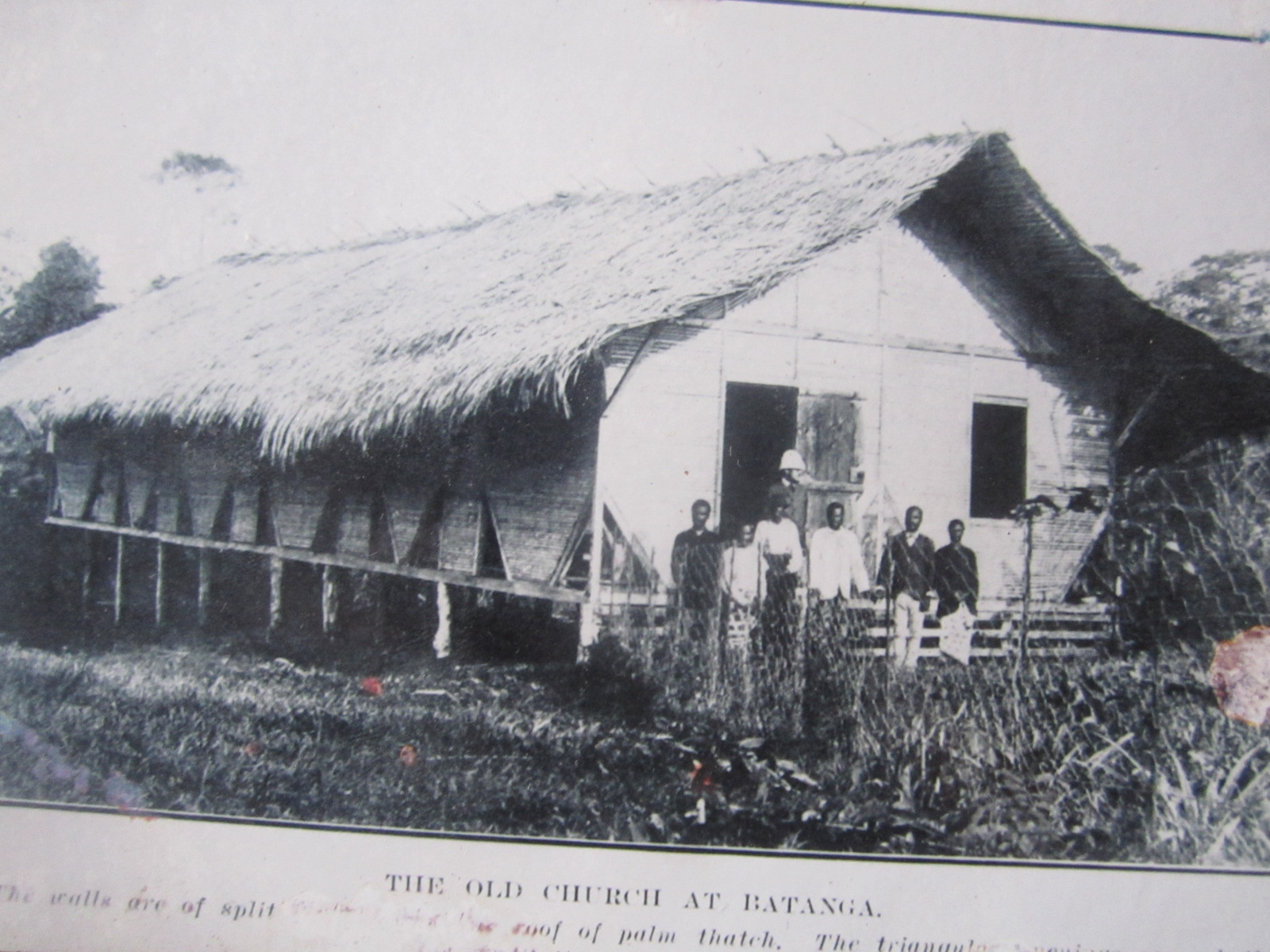
Chapelle de la mission protestante de Bongahèlè

Le village est connu pour ses plages paradisiaques, aussi que par son histoire et sa culture. Il peut être considéré comme la capitale culturelle des peuples Ndowè qui sont aujourd’hui plus connus par la terminologie Batanga (Banôhô, Bapuku, Batanga Ba Nda…). L’ensemble de ces peuples reconnait en ce village, une certaine authenticité dans la célébration des rituels typiques et propres aux peuples de la côte.
En 1865 est construite la première chapelle de la mission protestante américaine, suivie de l’ordination du premier pasteur camerounais (Mousambani de Bongahèlè) en 1905. Et si l’histoire enseignée dans les écoles l’omet encore, le village Bongahèlè est connu pour avoir été la dernière royauté de la côte kribienne sous le règne du roi William Madola ma Dimale pendu en 1914 par les Allemands à Ndoua vers Bipindi, à l’aube de la Première Guerre mondiale[réf. nécessaire].
Comme Bwambè, Mboamanga, Bongandouè, Ngoyè et tous les autres villages banôhô, Bongahèlè célèbre sa fête commémorative le 9 mai, contrairement aux villages bapuku.

## Population
Lors du recensement de 2005, 743 habitants y ont été dénombrés.

## Langue
On y parle le banoho, un dialecte du batanga.